# Uurainen
Uurainen is een gemeente in de Finse provincie West-Finland en in de Finse regio Centraal-Finland. De gemeente heeft een landoppervlakte van 347,98 km² en telt 3.592 inwoners (2022).